# Народный артист Азербайджанской ССР
«Народный артист Азербайджанской ССР» (азерб. Azərbaycan SSR xalq artisti) — почётное звание, установлено 28 июля 1928 года. Присваивалось Президиумом Верховного Совета Азербайджанской ССР выдающимся деятелям искусства, особо отличившимся в деле развития театра, музыки и кино.
Присваивалось, как правило, не ранее чем через пять лет после присвоения почётного звания « заслуженный артист Азербайджанской ССР» или «заслуженный деятель искусств Азербайджанской ССР». Следующей степенью признания было присвоение звания «Народный артист СССР».
Впервые награждение состоялось в 1931 году — обладателем этого звания стал Пиримов, Гурбан Бахшали оглы — тарист.
С распадом Советского Союза в Азербайджане звание «Народный артист Азербайджанской ССР» было заменено званием «Народный артист Азербайджана», при этом за званием сохранились права и обязанности, предусмотренные законодательством бывших СССР и Азербайджанской ССР о наградах.